# فوزية أبيكر نور
فوزية أبيكر نور (بالصومالية:  Foosiya Abiikar Nuur)‏ هي وزيرة الصحة والرعاية الاجتماعية للصومال منذ 21 مارس 2017 الى 26 يونيو 2022 وهي مدربة في القانون والصحة العامة وعملت سابقًا في منظمة الصحة العالمية. كانت في المنصب أثناء تفشي جائحة كورونا في الصومال ووصول اللقاحات الأولى.

## الحياة الشخصية

### الحياة العلمية
درست القانون في الجامعة الوطنية الصومالية وتخرجت في فبراير 1985. ثم ذهبت إلى إيطاليا حيث أكملت زمالة لمدة عامين في القانون العام في جامعة بولونيا. مكثت في إيطاليا ودرست أكثر في المعهد العالي للصحة في روما حيث حصلت على درجة الماجستير في إدارة الخدمات الصحية قبل أن تكمل الدكتوراه في جامعة سابينزا في روما في الصحة العامة.
عملت في الجامعة الوطنية الصومالية كمحاضرة ومساعدة وبعد ذلك في برامج التدريب للحد من الفقر في سابينزا و المعهد العالي للصحة من عام 2012 إلى عام 2016 ، عملت مستشارة منظمة الصحة العالمية في الصومال.

### في السياسة

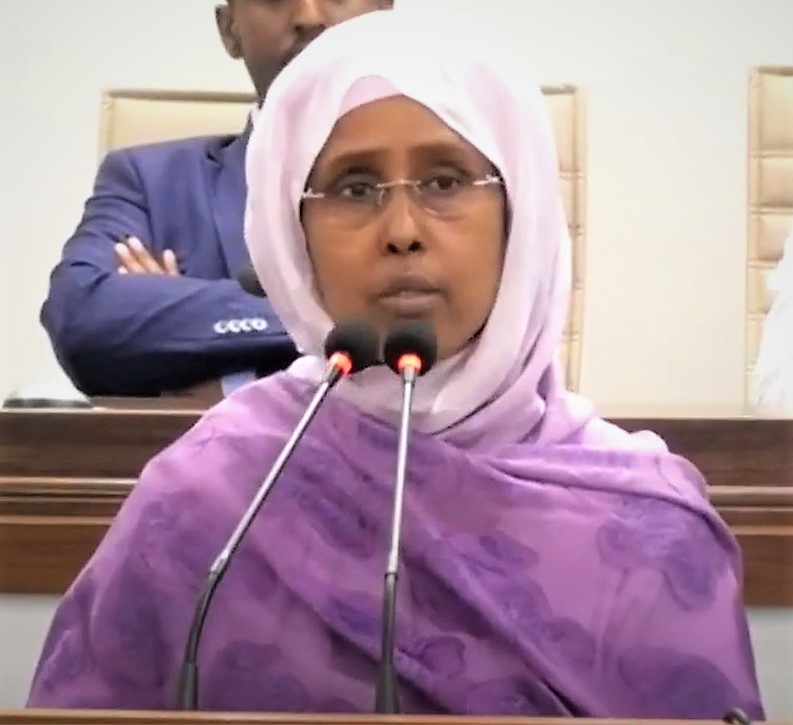
فوزية أبيكر نور امام البرلمان الصومالي في 2020

في 21 مارس 2017 ، أصبحت الوزيرة الاتحادية الصومالية للصحة والرعاية الاجتماعية ، وانضمت إلى الحكومة الرئيس الوزراء حسن علي خيري. في عام 2018 تحدثت عن نجاح بلدها في مكافحة كوليرا وشلل الأطفال. في أبريل 2020 كانت قد عادت لتو من زيارة المملكة المتحدة. ، حيث تم تسجيل أول حالة وفاة بسبب جائحة كورونا في الصومال. أعلنت الوزيرة وفاة الضحية الأولى وهو رجل يبلغ من العمر 58 عامًا. أما الضحية الثانية فكانت خليف مؤمن طوهو الذي كان وزيراً للعدل بولاية هيرشابيل الصومالية. في 8 أبريل 2021 ، كان العدد الرسمي للوفيات الناجمة عن جائحة كورونا 575. في 11 أبريل 2021 ، تلقت الوزيرة أول لقاحات ضد الفيروس من الصين. تم تسليم 200,000 جرعة من اللقاح من قبل السفير الصيني تشين جيان. بعد عشرة أيام ، تلقت الصومال 300,000 جرعة من لقاح أكسفورد أسترا زينيكا من مبادرة ، وصرحت فوزية انه سيتم إرسال اللقاح إلى كل منطقة في الصومال وستعطى الأولوية للعاملين في مجال الرعاية الصحية خلال برنامج التطعيم الشامل. كما أعلنت أن منظمة الصحة العالمية ستقود تحسينات في توفير الصحة النفسية. يستهدف الصوماليين الشباب الذين تضرروا من النزاع. هناك القليل من الدعم للصحة العقلية في بلد يقل عمر ثلثي السكان فيه عن ثلاثين عامًا ، واضطر الكثير منهم إلى العيش مع العنف.